# Куро, Жан
Жан Куро (фр. Jean Coureau; 1 июня 1928 — 19 января 1997) — французский авиатор, лётчик-испытатель компании Dassault Aviation.

## Биография

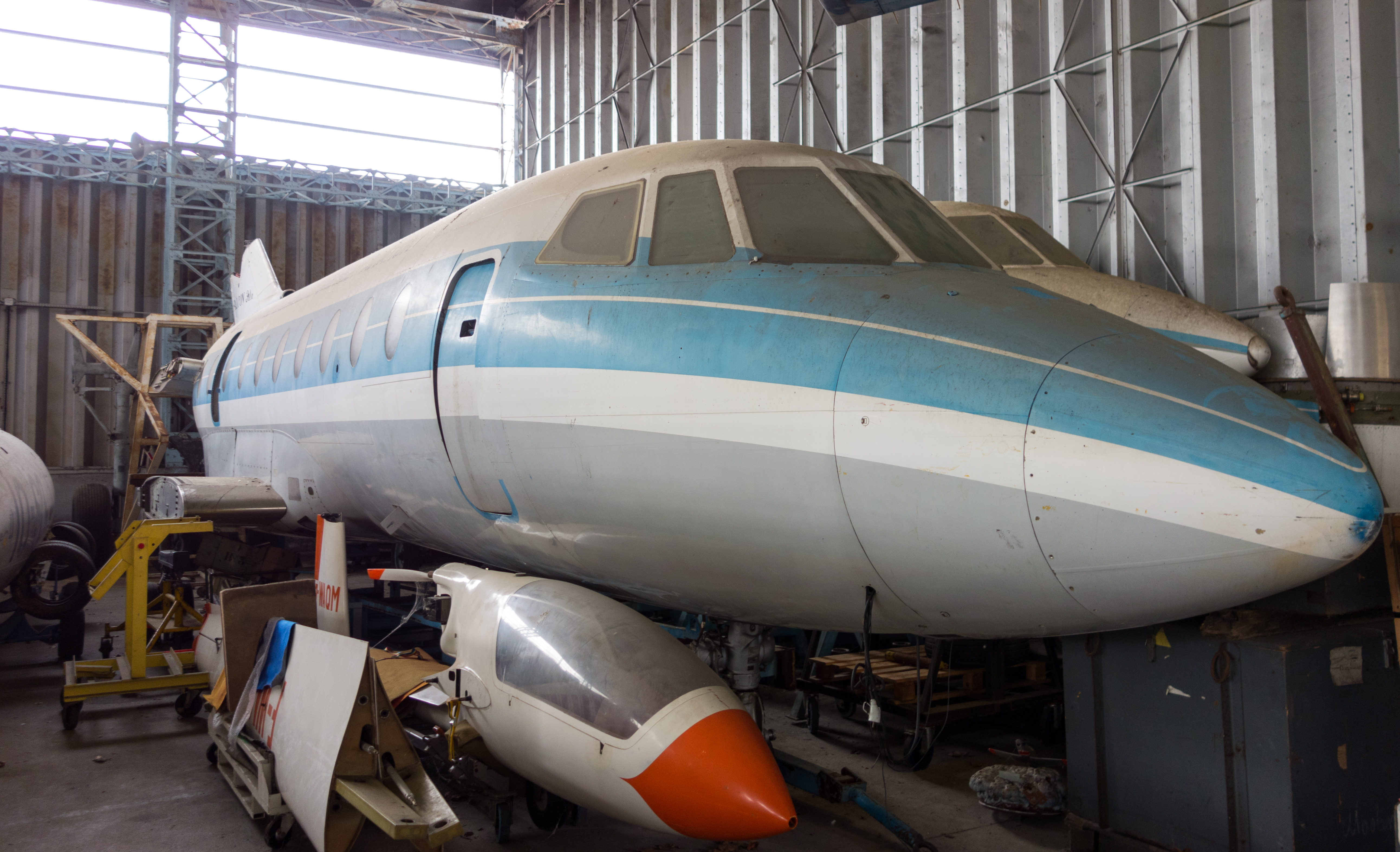
Dassault Falcon 30

Жан Куро родился 1 июня 1928 года в местечке Буйяк (департамент Тарн и Гаронна). Начал увлекаться полётами на планерах после Второй мировой войны, когда ещё был в школе. В 1947 году поступил в Воздушную школу, которую окончил в Мекнесе в 1949 году, получив квалификацию пилота истребителя. В 1950 году оказался в числе первых лётчиков-испытателей реактивной авиации Франции, с 1951 года служил в 4-й истребительной эскадрилье. В 1954 году попал в испытательный центр.
В 1956 году Куро получил квалификацию лётчика-испытателя, начав работу над такими проектами, как Mystère II, Mistral, Vautour, Fouga Marine и Mystère IV. Также он участвовал в испытаниях лёгких перехватчиков типа Gerfaut I и II, Trident, Durandal и Mirage III 001. Будучи лётчиком, он работал над корректировкой показателей самолётов проекта Mirage III и руководил его первыми испытаниями (в 1958 году состоялся первый полёт образца Mirage III A 01). С 1960 года он работал в компании Dassault, выполняя заключительные тесты для отладки механизмов и совершая наиболее важные испытательные полёты. 
Куро управлял разными модификациями Mirage III, совершив более 100 спиралей на них, и совершил тестовые полёты на модификациях Mirage III C (1960 год), Mirage III E и Mirage III R (1961 год). В 1961 году он участвовал в показательных выступлениях в Швейцарии, удостоившись высокой оценки от швейцарских военных. 4 июня 1964 года он совершил первый тестовый полёт за штурвалом Dassault Mirage III T, 16 июля 1966 года — за штурвалом Dassault Mirage F2, 18 ноября 1967 года — за штурвалом Dassault Mirage G. Благодаря умению находить контакт с разработчиками и превосходному пониманию систем самолёта Куро во многом ускорил разработку модели Mirage G, а на испытаниях сумел продемонстрировать его лучшие качества.
Куро занимался также вопросами коммерческой авиации, проведя несколько испытаний Mystère 20. Он также участвовал в разработке транспорта Dassault Hirondelle в 1968 году. В 1970 году он вместе с Эрве Лепренс-Ринге совершил тестовый полёт на Mystère-Falcon 10-01, а в 1973 году вместе с Жеромом Ресалем — на Mystère-Falcon 30. Он также обучался управлению самолётами гражданской авиации — на Sud Aviation Caravelle компании Air Inter и на Boeing 727 компании Air France. В 1971 году он вместе с Жеромом Ресалем, Жераром Жойёзом и Дени Мальбраном работал над проектом Dassault Mercure 01. 
С 1967 года он был старшим тестовым пилотом, прославившись тем, что первым совершил полёты на некоторых из самолётов — в том числе на Dassault Mirage F1. 11 мая 1973 года состоялся первый и единственный полёт прототипа Dassault Falcon 30, за штурвалом которого был всё тот же Куро. 10 марта 1978 года Куро совершил первый полёт на Dassault Mirage 2000: программа испытаний Mirage 2000 оказалась последней в карьере Куро, равно как и этот полёт.
В 1979 году Куро был назначен заместителем директора центра по испытательным полётам, в 1987 году — директором по вопросам безопасности полётов. В 1992 году вышел на пенсию, суммарно налетав 6 тысяч часов и отработав в компании 32 года. Умер 19 января 1997 года в Экс-ан-Провансе после продолжительной болезни. В память о нём выпуск 1997/1998 года школы EPNER (École du personnel navigant d'essais et de réception) получил имя Жана Куро.

## Награды
- Орден Почётного легиона степени офицера[1]
- Орден «За заслуги» степени офицера[1]
- Медаль Воздухоплавания[1]